# 第39回国民体育大会
第39回国民体育大会（だい39かいこくみんたいいくたいかい）は1984年に開催された国民体育大会である。冬季大会（スケート・アイスホッケー競技）のテーマは「たんちょう国体」、同スキー競技のテーマは「蔵王国体」、夏季・秋季大会のテーマは「わかくさ国体」でスローガンは「駆けよ大和路　はばたけ未来」である。大会マスコットはやまとくん。

## 大会概要
| 季    | 期間                      | 開催地                         | 競技数 | 参加者数 |
| ----- | ------------------------- | ------------------------------ | ------ | -------- |
| 冬    | 1984年1月28日 - 1月31日   | 北海道釧路市                   | 2      | 1,901    |
| 冬    | 1984年2月23日 - 2月26日   | 山形県山形市                   | 2      | 1,929    |
| 夏    | 1984年9月8日 - 9月11日    | 奈良県（5市町村） 兵庫県芦屋市 | 4      | 4,384    |
| 秋    | 1984年10月12日 - 10月17日 | 奈良県                         | 33     | 20,124   |
| 合 計 | 合 計                     | 合 計                          | 41     | 28,338   |

## 冬季大会

### スケート・アイスホッケー競技会
第39回国民体育大会冬季大会スケート・アイスホッケー競技会は、1月28日～1月31日に北海道釧路市で開催された。テーマは「たんちょう国体」、スローガンは「しばれる大地に技を力を友情を」。

#### 実施競技・会場一覧
| 競技名         | 競技名         | 競技名 | 会場地 | 会場                                                                               |
| -------------- | -------------- | ------ | ------ | ---------------------------------------------------------------------------------- |
| スケート       | スピード       |        | 釧路市 |                                                                                    |
| スケート       | フィギュア     |        | 釧路市 | 鳥取スポーツセンター、十條アイススケートセンター                                   |
| アイスホッケー | アイスホッケー |        | 釧路市 | 釧路市春採アイスアリーナ、十條アイススケートセンター、釧路市柳町スピードスケート場 |

### スキー競技会
第39回国民体育大会冬季大会スキー競技会は、2月23日～2月26日に山形市で行われた。テーマは「蔵王国体」、スローガンは「樹氷で結ぶわれらの友情」。

## 夏季大会
実施競技一覧
- 水泳
- 漕艇
- ヨット
- カヌー

## 秋季大会
実施競技・会場一覧
- 陸上競技
- サッカー
- スキー
- テニス
- ホッケー
- ボクシング
- バレーボール
- 体操
- バスケットボール
- スケート
- アイスホッケー
- レスリング
- ウェイトリフティング
- ハンドボール
- 自転車競技
- ソフトテニス
- 卓球
- 軟式野球
- 相撲
- 馬術
- フェンシング
- 柔道
- ソフトボール
- バドミントン
- 弓道
- ライフル射撃
- 剣道
- ラグビー
- クレー射撃
- 高校野球（公開競技）
- 山岳競技
- アーチェリー
- 空手道
- 銃剣道
- なぎなた

## 総合成績

### 天皇杯
- 1位 - 奈良県
- 2位 - 東京都
- 3位 - 埼玉県

### 皇后杯
- 1位 - 奈良県
- 2位 - 東京都
- 3位 - 大阪府